# Otmar von Verschuer
Pour les articles homonymes, voir Otmar.
Otmar (Reinhold Ralph Ernst), baron von Verschuer (né le 16 juillet 1896 à la mine de Richelsdorf - mort le 8 août 1969 à Münster) est un médecin allemand eugéniste qui a été l'un des théoriciens majeurs des politiques racistes du Troisième Reich pendant la période nazie.

## Biographie
De 1927 à 1935, il est l’assistant du renommé Eugen Fischer directeur de l'Institut d'anthropologie, d'hérédité humaine et d'eugénisme Kaiser-Wilhelm de Berlin où il dirige le département de génétique humaine.
En 1935, Otmar von Verschuer deviendra Directeur de l'Institut de biologie de l'hérédité et d'hygiène raciale de l'université de Francfort.
En 1942, il prend la place d’Eugen Fischer, partant en retraite, à l'Institut Kaiser-Wilhelm de Berlin en 1942, où il sera rejoint par Fritz Lenz, autre inspirateur de la politique eugéniste nazie.
Pendant la Seconde Guerre mondiale, il inspira et fit financer les « expériences médicales nazies » menées par son assistant, le Docteur Josef Mengele. Divers organes, des membres, du sang provenant de déportés préalablement infectés par la typhoïde, furent prélevés par Josef Mengele, puis envoyés à Otmar von Verschuer et à d’autres membres de l’Institut Kaiser Wilhelm.
Après la défaite nazie, il fut peu inquiété par la « dénazification ». Otmar von Verschuer détruisit sa correspondance avec Josef Mengele et prétendit, à son procès, tout ignorer d’Auschwitz et des méthodes de son disciple. Il fit aussi jouer ses relations et son prestige parmi la communauté scientifique alliée, notamment auprès de Franz Josef Kallmann et Léo Alexander, l’expert médical en chef du Tribunal, tous deux futurs collègues de Verschuer à la ASHG (Société américaine de génétique humaine), soutenue par Rockefeller.
Il fut condamné à une amende de 600 DM en tant que Mitläufer (compagnon de route du parti nazi) par le tribunal de Francfort.
En 1956, pour son soixantième anniversaire, il devient membre de la Eugenics Society américaine et de l’ASHG, regroupant des généticiens parmi les plus éminents qui lui ont dédié une brochure.
En 1961, l'un des fondateurs de The Mankind Quarterly de International Association for the Advancement of Ethnology and Eugenics.
Jusqu’en 1968, Otmar von Verschuer dirigea par la suite l'Institut de génétique humaine de l'université de Münster, et fut considéré et honoré dans le monde entier.

## Idées
Pendant sa carrière, il s’attacha à l’étude des prédispositions héréditaires de maladies et de la criminalité, et il défendit, dans la lignée de Weismann la thèse de la continuité du plasma germinatif.[pas clair]
Eugéniste, il se réjouit de l’arrivée d’Hitler au pouvoir et voit en lui « Le chef de l'ethno-empire [qui] est le premier homme d'État qui ait fait des données de la biologie héréditaire et de l'eugénique un principe directeur dans la conduite de l'État. »
En 1935 il déclarait être « responsable d’assurer que les soins des gènes et de la race, dans lesquels l’Allemagne était un leader mondial, aient une base si forte qu’ils puissent résister à toute attaque de l’extérieur. »
En 1937, lors d’une conférence, il distinguait « la politique démographique quantitative
et l’hygiène sociale pratique » visant « la limitation de la reproduction de ceux qui sont héréditairement malades et de peu de valeur » et enfin la « politique raciale au sens restreint » qui avait pour but « le maintien de la spécificité raciale du peuple » en particulier « la lutte contre l’intrusion d’éléments raciaux étrangers. »

## Publications
- Der Erbartzt, revue eugéniste publiée sous la direction d’Otmar von Verschuer
- Manuel d'Eugénique et Hérédité humaine, traduit en français par George Montandon, Masson. 1943
- Rassenbiologie der Juden (Biologie raciale des Juifs) (1938)